# Iqisu
Iqisu (Iqīsu) – wysoki dostojnik, gubernator prowincji Tamnuna za rządów asyryjskiego króla Aszur-dana III (772-755 p.n.e.); z asyryjskich list i kronik eponimów wiadomo, iż w 755 r. p.n.e. sprawował urząd limmu (eponima). Za jego eponimatu miała miejsce wyprawa wojenna do Hatarikki.